# Pito Hiti
Pour les articles homonymes, voir Hiti (homonymie).
Le Pito Hiti, parfois Pito Iti, est le second plus haut sommet de l'île de Tahiti et de toute la Polynésie française. Il culmine à 2 110 m d'altitude.
Le nom Pito Hiti, vient de hiti, qui signifie en tahitien « se lever », mais comme le « h » n’est pas prononcé en français, son nom est parfois écrit Pito Iti qui signifie en tahitien littéralement « petit nombril ».